# Eohaustorius washingtonianus
Eohaustorius washingtonianus är en kräftdjursart som först beskrevs av Thorsteinson 1941.  Eohaustorius washingtonianus ingår i släktet Eohaustorius och familjen Haustoriidae. Inga underarter finns listade i Catalogue of Life.